# Conducte de Wirsung
El conducte pancreàtic (principal) o conducte de Wirsung: comença a la cua del pàncrees i continua fins al cap, on gira inferiorment i es relaciona amb el conducte biliar (colèdoc). La unió d'aquests conductes dona lloc a ampul·la de Vater, que desemboca al duodè a través de la carúncula major del duodè o papil·la de Vater. Aquesta ampul·la està envoltada per l'esfínter d'Oddi, de musculatura llisa, que ajuda a controlar el flux biliar i el de suc pancreàtic cap al duodè.
El conducte de Wirsung rep aquest nom pel seu descobridor, l'anatomista alemany Johann Georg Wirsung (1589–1643).